# فيكي شالمرز
فيكي شالمرز (بالإنجليزية: Vicki Adams)‏ هي لاعبة كرلنغ بريطانية، ولدت في 16 نوفمبر 1989 في إدنبرة في المملكة المتحدة.

## وصلات خارجية
- فيكي آدامز على موقع الاتحاد الدولي للكرلنغ (الإنجليزية)
- فيكي آدامز على موقع اللجنة الأولمبية الدولية (الإنجليزية)
- فيكي آدامز على موقع أوليمبيديا (الإنجليزية)
- فيكي آدامز على موقع اللجنة الأولمبية البريطانية (الإنجليزية)